# Mastygonemy

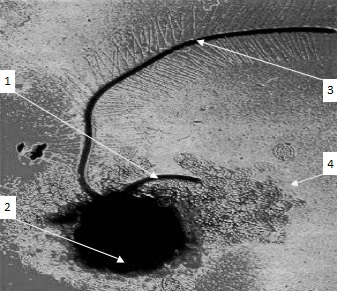
Zdjęcie złotowiciowca w TEM z widoczną wicią z mastygonemami (3)

Mastygonemy – cienkie, delikatne włoski, pokrywające wici niektórych ruchliwych wiciowców (Flagellata), glonów (Algae) i grzybopodobnych lęgniowców (Oomycota). Powstają na pęcherzykach aparatu Golgiego. Są strukturami homologicznymi do łusek na wiciach.
U lęgniowców mastygonemy występują na wiciach zarodników pływkowych. Pływki te mają dwie nierówne wici. Mastygonemy w dwóch rzędach występują na krótszej, skierowanej do tyłu wici.